# Uroxys deavilai
Uroxys deavilai là một loài bọ cánh cứng trong họ Bọ hung (Scarabaeidae).